# Bismutotantalita
La bismutotantalita és un mineral de la classe dels òxids que pertany al grup de la cervantita. Rep el nom pel seu contingut en bismut i per la seva relació amb la tantalita.

## Característiques
La bismutotantalita és un òxid de fórmula química BiTaO₄. Cristal·litza en el sistema ortoròmbic. La seva duresa a l'escala de Mohs oscil·la entre 5 i 5,5.
Segons la classificació de Nickel-Strunz, la bismutotantalita pertany a «04.De: Òxids i hidròxids amb proporció Metall:Oxigen = 1:2 i similars amb cations de mida mitjana; amb diversos poliedres» juntament amb els següents minerals: downeyita, koragoïta, koechlinita, russel·lita, tungstibita, tel·lurita, paratel·lurita, bismutocolumbita, cervantita, estibiotantalita, estibiocolumbita, clinocervantita i baddeleyita.

## Formació i jaciments
Va ser descoberta al mont Gamba, al comtat de Busiiro, que es troba al districte de Wakiso, Uganda. També ha estat descrita en altres localitats properes de la mateixa regió, així com a Zimbabwe, Moçambic, Madagascar, Rússia, el Japó, la República Popular de la Xina, Austràlia, Brasil, els Estats Units, el Canadà, l'Argentina i Itàlia.